# Trautonium
Het trautonium is een elektronisch muziekinstrument dat circa 1929 is uitgevonden door Friedrich Trautwein uit Berlijn. Het instrument is genoemd naar zijn uitvinder. Later hielp Oskar Sala bij de verdere ontwikkeling, tot aan zijn dood in 2002. In plaats van toetsen gebruikt het trautonium een weerstandsdraad die over een metalen plaat wordt gedrukt om geluid te creëren. Dit maakte expressief spelen mogelijk, door bijvoorbeeld de draad te laten glijden of door vibrato te creëren met kleine bewegingen.
Een van de eerste wijzigingen toegevoegd door Sala was een knop voor het veranderen van de statische instellingen. Later voegde hij er nog een ruisgenerator en een envelopegenerator aan toe (zogenoemd "Schlagwerk"), verschillende bandfilters en een subharmonische oscillator. Deze versie werd de Mixtur Trautonium genoemd.
Paul Hindemith schreef een concertino voor trautonium en strijkers, naast verschillende korte trio's voor drie trautoniums met verschillende instellingen: bas, midden en hoge stem. Ook Oskar Sala componeerde muziekstukken. Hij schreef deze vooral voor industriële films. Een van de bekendste gebruiken van een trautonium komt voor in Alfred Hitchcocks film The Birds (1963).
De Duitse producent Doepfer verkoopt verschillende toestellen.
In de uitzending van Podium Klassiek op 24 november 2024 speelde Thijs Lodewijk (LudoWic) op zijn trautonium het thema van Once Upon a Time in the West van Ennio Morricone, samen met Sven Figee op vleugel. 